# Lissel Igeltjärnen
Lissel Igeltjärnen är en sjö i Vansbro kommun i Dalarna och ingår i Dalälvens huvudavrinningsområde.